# Plagodis occiduaria
Plagodis occiduaria är en fjärilsart som beskrevs av Walker 1862. Plagodis occiduaria ingår i släktet Plagodis och familjen mätare. Inga underarter finns listade i Catalogue of Life.